# عبد الله الوحداني
عبد الله الوحداني (مواليد 12 أغسطس 1995، لاعب كرة قدم إماراتي يجيد اللعب في الجناح.
مثل نادي الوصل في الفئات السنية و وصل للفريق الأول عام 2013 و إنتقل إلى نادي مصفوت عام 2016 و وقع مع نادي دبا الحصن مطلع عام 2017 و وقع مع نادي الفجيرة في صيف 2020 و عاد إلى نادي دبا الحصن في عام 2023.

## روابط خارجية
- عبد الله الوحداني على موقع Soccerway.com (الإنجليزية)